# Fortificações de Chania

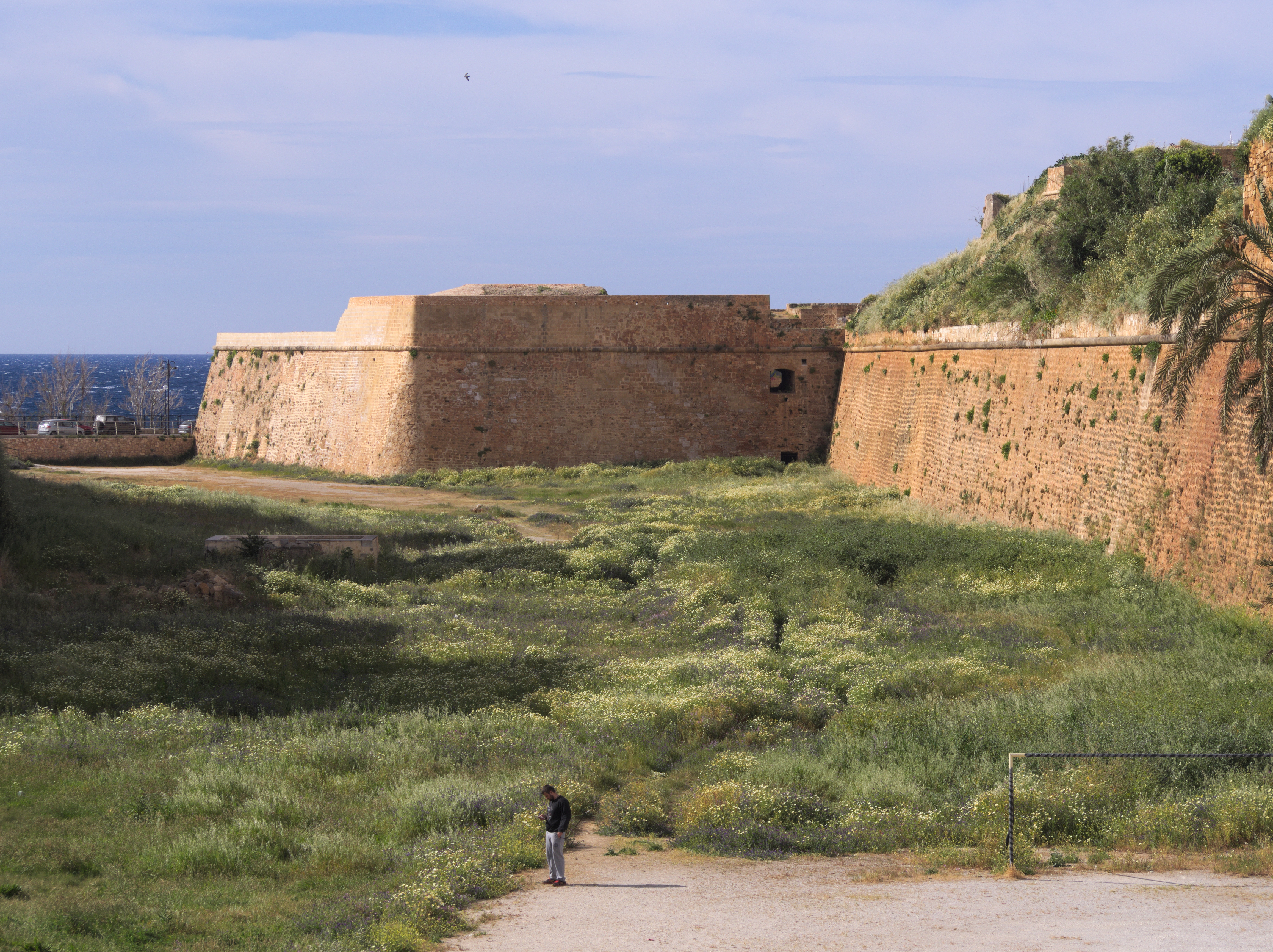
Bastião de San Salvatore, no canto noroeste das muralhas da cidade de Chania, visto do sul.

‎As ‎‎fortificações de Chania‎‎ são uma série de ‎‎muros defensivos‎‎ e ‎‎outras fortificações‎‎ que cercam a cidade de ‎‎Chania‎‎ em ‎‎Creta,‎‎ ‎‎Grécia.‎‎ Os muros do centro da cidade foram construídos pela primeira vez na antiguidade, e foram reconstruídos pelo ‎‎Império Bizantino.‎‎ As muralhas externas foram construídas no século XVI pela ‎‎República de Veneza.‎‎ Algumas das fortificações foram demolidas no século XX, mas partes das muralhas bizantina e veneziana permanecem intactas. ‎

## História

### Paredes helenísticas e bizantinas
Na antiguidade, um assentamento conhecido como Cydonia existia no local da Chania moderna. No ‎‎período helenístico‎‎, por volta do século III a.C., a Cíndonia estava cercada por muros. Estes foram reforçados pelo ‎‎Império Bizantino‎‎ nos séculos VI e VII d.C., antes da cidade ser destruída pelos ‎‎sarracenos‎‎ em 828.‎
Eventualmente, os bizantinos retomaram a cidade, e construíram uma nova fortaleza na colina de Kastelli no século X, para evitar uma segunda invasão árabe. Algumas partes do muro bizantino ainda existem na Rua Sifaka.

### Domínio otomano até os dias atuais
‎A ‎‎quinta Guerra Otomana-Veneziana‎‎ eclodiu quando a ‎‎Marinha Otomana‎‎ chegou a Creta em 23 de junho de 1645. Os otomanos desembarcaram pela primeira vez 15 milhas a oeste de Chania, e a milícia local fugiu antes deles. Eles cercaram a cidade por 56 dias, e ela caiu em 22 de agosto depois que as muralhas na parte sudoeste da cidade foram violadas‎.
Partes das muralhas do lado sul foram demolidas pelo ‎‎Estado cretense‎‎ no começo do século XX, uma vez que limitavam o crescimento da cidade. A união do Estado de Creta com a Grécia foi celebrada na Fortaleza de Firkas em 1 de dezembro de 1913.